# Ati (Tchad)
Pour les articles homonymes, voir Ati.
Ati est la douzième ville du Tchad par le nombre d'habitants (17 727 au recensement de 1993). Sa population serait de 35 311 habitants en 2012.
Elle est le chef-lieu de la région  du Batha et du département du Batha Ouest.

## Géographie
La ville se situe au bord du fleuve Batha (cours d'eau temporaire).

## Histoire
Le 19 mai et le 31 mai 1978, de violents combats opposent l'Armée française aux rebelles d'Acyl Amat, alors soutenus par des forces libyennes, lors de l'opération Tacaud. Côté français, deux marsouins du 3e régiment d'infanterie de marine sont tués et plusieurs ont été blessés.

## Population
| Années | Population |
| ------ | ---------- |
| 1993   | 17 727     |
| 2006   | 24 074     |
| 2008   | 25 373     |
| 2012   | 35 311     |

## Économie
Ati possède un aérodrome avec une piste de 1200m (code AITA : ATV).

## Éducation
L'Université des Sciences et de Technologie d'Ati est créée par l'ordonnance n° 014/PR/2008 du 5 mars 2008.